# Englische Cricket-Nationalmannschaft in Simbabwe in der Saison 1999/2000
Die Tour der englischen Cricket-Nationalmannschaft nach Simbabwe in der Saison 1999/2000 fand vom 16. bis zum 23. Februar 2000 statt. Die internationale Cricket-Tour war Bestandteil der Internationalen Cricket-Saison 1999/2000 und umfasste drei ODIs. England gewann die Serie 3–0.

## Vorgeschichte
Beide Mannschaften spielten zuvor ein Turnier in Südafrika.
Das letzte Aufeinandertreffen der beiden Mannschaften bei einer Tour fand in der Saison 1996/97 in Simbabwe statt.

## Stadien
Die folgenden Stadien wurden für die Tour als Austragungsort vorgesehen.
| Stadion            | Stadt    | Kapazität | Spiele      |
| ------------------ | -------- | --------- | ----------- |
| Queens Sports Club | Bulawayo | 9.000     | 1. & 2. ODI |
| Harare Sports Club | Harare   | 10.000    | 3. & 4. ODI |

## Kaderlisten
Die folgenden Kader wurden von den Teams nominiert.
| ODI | ODI |
| Simbabwe | England |
| --- | --- |
| - Andy Flower (K, wk) - Gary Brent - Alastair Campbell - Stuart Carlisle - Grant Flower - Murray Goodwin - Neil Johnson - Henry Olonga - John Rennie - Bryan Strang - Heath Streak - Dirk Viljoen - Craig Wishart | - Nasser Hussain (K) - Andy Caddick - Mark Ealham - Darren Gough - Graeme Hick - Nick Knight - Darren Maddy - Alan Mullally - Chris Read (wk) - Vikram Solanki - Craig White |

## One-Day Internationals

### Erstes ODI in Bulawayo
| 16. Februar Scorecard | Bulawayo | Simbabwe 194-7 (48/48)                     | – | England 199-5 (46.3/48) |
|                       |          | England gewinnt mit 5 Wickets (D/L method) |   |                         |

Simbabwe gewann den Münzwurf und entschied sich als Schlagmannschaft zu beginnen. Als Spieler des Spiels wurde Greame Hick ausgezeichnet.

### Zweites ODI in Bulawayo
| 18. Februar Scorecard | Bulawayo | Simbabwe 131 (47.3/48)       | – | England 134-9 (44.2/48) |
|                       |          | England gewinnt mit 1 Wicket |   |                         |

England gewann den Münzwurf und entschied sich als Feldmannschaft zu beginnen. Als Spieler des Spiels wurde Craig White ausgezeichnet.

### Drittes ODI in Harare
| 20. Februar Scorecard | Harare | England 248-7 (50)          | – | Simbabwe 163 (46.5) |
|                       |        | England gewinnt mit 85 Runs |   |                     |

Simbabwe gewann den Münzwurf und entschied sich als Feldmannschaft zu beginnen. Als Spieler des Spiels wurde Greame Hick ausgezeichnet.

### Viertes ODI in Harare
| 23. Februar Scorecard | Harare | Simbabwe       | – | England |
|                       |        | Spiel abgesagt |   |         |